# Cèl·lula eucariota

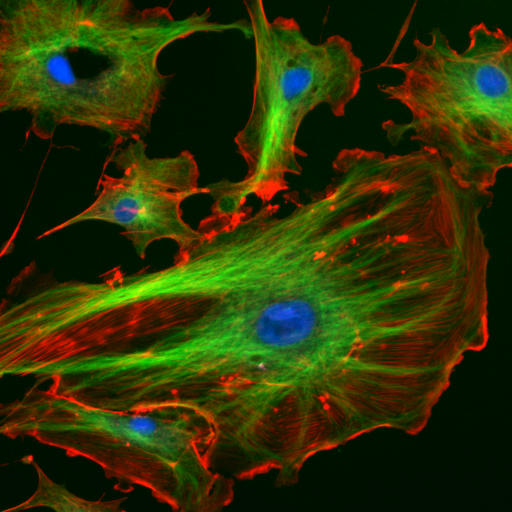
Cèl·lules endoteliales amb el nucli tenyit de blau per un marcador fluorescent que s'uneix fortament a regions enriquides en adenina i timina en seqüències d'ADN.

La cèl·lula eucariota (del grec eu,'veritable', i karyon, 'nou' o 'nucli') és tota cèl·lula amb un nucli que es diferencia del citoplasma i n'està separat per una doble capa lipídica, l'embolcall nuclear, la qual és porosa i conté el seu material hereditari, fonamentalment la seva informació genètica. Els organismes formats per cèl·lules eucariotes es denominen eucariotes.
L'alternativa a l'organització eucariòtica de la cèl·lula l'ofereix l'anomenada cèl·lula procariota. En aquestes cèl·lules el material hereditari es troba en una regió específica denominada nucleoide, no aïllada per membranes, en el si del citoplasma. Les cèl·lules eucariotes no compten amb un compartiment al voltant de la membrana plasmàtica (periplasma), com el que tenen les cèl·lules procariotes.
El pas de procariotes a eucariotes va significar el gran salt en complexitat de la vida i un dels més importants de la seva evolució. Sense aquest pas, sense la complexitat que van adquirir les cèl·lules eucariotes no haurien estat possibles ulteriors passos com l'aparició dels éssers pluricel·lulars; la vida, probablement, s'hauria limitat a constituir-se en un conglomerat de bacteris. De fet, a excepció de procariotes, els quatre regnes restants (animals, plantes, fongs i protists) procedeixen d'aquest salt qualitatiu. L'èxit d'aquestes cèl·lules eucariotes va possibilitar les posteriors radiacions adaptatives de la vida que han desembocat en la gran varietat d'espècies que existeix en l'actualitat.

## Organització

Diagrama de tall estilitzat d'una cèl·lula animal (amb flagels)

Les cèl·lules eucariotes presenten un citoplasma organitzat en compartiments, amb orgànuls (semimembranosos) separats o interconnectats, limitats per membranes biològiques que tenen la mateixa naturalesa que la membrana plasmàtica. El nucli és el més notable i característic dels compartiments en què es divideix el protoplasma, és a dir, la part activa de la cèl·lula. En el nucli es troba el material genètic en forma de cromosomes. Des d'aquest es dona tota la informació necessària perquè es dugui a terme tots els processos tant intracel·lulars com fora de la cèl·lula, és a dir, en l'organisme en si.
En el protoplasma distingim tres components principals: la membrana plasmàtica, el nucli i el citoplasma, constituït per tot la resta. Les cèl·lules eucariotes estan dotades en el seu citoplasma d'un citoesquelet complex, molt estructurat i dinàmic, format per microtúbuls i diversos filaments proteics. A més, pot haver-hi paret cel·lular, que és el típic de plantes, fongs i protists pluricel·lulars, o algun altre tipus de recobriment extern al protoplasma.
Per a la seva comparació amb la cèl·lula procariota, vegeu la Taula comparativa

## Fisiologia
Les cèl·lules eucariotes contenen en principi mitocondris, orgànuls que haurien adquirit per endosimbiosi de certs bacteris primitius, la qual cosa els dota de la capacitat de desenvolupar un metabolisme aerobi. No obstant això, en algunes eucariotes del regne protists els mitocondris han desaparegut secundàriament en el curs de l'evolució, en general derivant a altres orgànuls, com els hidrogenosomas.
Alguns eucariotes realitzen la fotosíntesi, A diferència de la cèl·lula animal, gràcies a la presència en el seu citoplasma d'orgànuls anomenats plastidis, els quals deriven per endosimbiosi de bacteris del grup denominat cianobacteris (abans coneguts com algues blaves).
Encara que demostren una diversitat increïble en la seva forma, comparteixen les característiques fonamentals de la seva organització cel·lular i una gran catàlisi homogènia quant a la seva bioquímica (composició), i metabolisme, que contrasta amb la immensa heterogeneïtat que en aquest terreny presenten els procariotes (bacteris en sentit ampli).

## Origen de la cèl·lula eucariota
L'origen dels eucariotes és un complex procés que té un origen procariota. Si bé hi ha diverses teories que expliquen aquest procés, segons la majoria d'estudis es va produir per endosimbiosi entre diversos organismes procariotes, on l'ancestre principal protoeucariota és de tipus arqueu i els mitocondris i cloroplasts són d'origen bacterià. És discutible la incorporació d'altres organismes procariotes. La teoria més difosa sobre aquest tema és l'endosimbiosi seriada, postulada per Lynn Margulis.

## Organismes eucariotes
Els organismes eucariotes formen el domini Eukarya que inclou als organismes més coneguts, repartits en quatre regnes: Animalia (animals), Plantae (plantes), Fungi (Fongs) i Protista (que no poden classificar-se dins dels tres primers regnes). Inclouen a la gran majoria dels organismes extints morfològicament recognoscibles que estudien els paleontòlegs. Els exemples de la disparitat eucariòtica van des d'un dinoflagel·at (un protist unicel·lular fotosintetitzador), un arbre com la sequoia, un calamar, o un bolet (òrgan reproductius de fongs), cadascun amb cèl·lules diferents i, en el cas dels pluricel·lulars, sovint molt variades.

## Diferències entre cèl·lules eucariotes
Existeixen diversos tipus de cèl·lules eucariotes entre les quals destaquen les cèl·lules d'animals i plantes. Els fongs i molts protistas tenen, no obstant això, algunes diferències substancials.

### Cèl·lules animals

Estructura d'una cèl·lula animal típica: 1. Nuclèol, 2. Nucli, 3. Ribosoma, 4. Vesícula, 5. Reticle endoplasmàtic rugós, 6. Aparell de Golgi, 7. Citoesquelet (microtúbuls), 8. Reticle endoplasmàtic llis, 9. Mitocondri, 10. Peroxisoma, 11. Citoplasma, 12. Lisosoma. 13. Centríol.

Les cèl·lules animals componen els teixits dels animals i es distingeixen de les cèl·lules vegetals perquè manquen de parets cel·lulars i de cloroplasts i els seus centríols i vacúols són més petits i, generalment, més abundants. A causa de la manca de paret cel·lular rígida, les cèl·lules animals poden adoptar varietat de formes i fins i tot poden fagocitar altres estructures.

### Cèl·lules vegetals

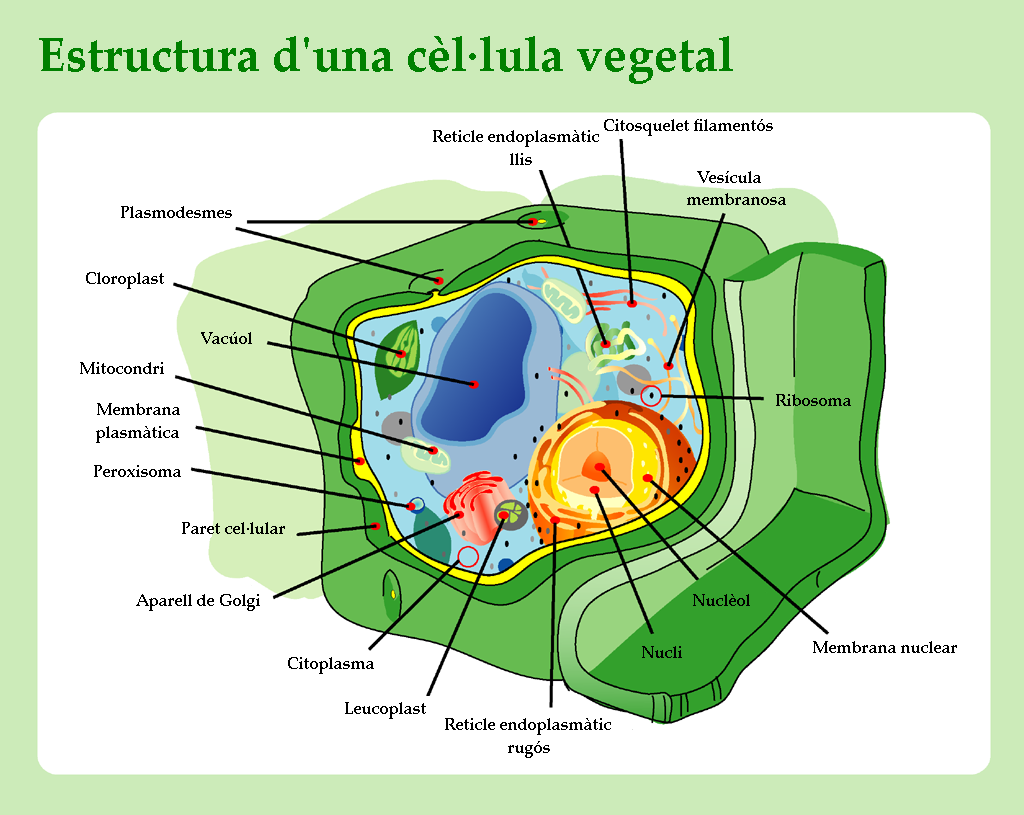
Estructura d'una cèl·lula vegetal típica: 1. Nucli, 2. Nuclèol, 3. Membrana nuclear, 4. Reticle endoplasmàtic rugós, 5. Leucoplasto, 6. Citoplasma, 7. Dictiosoma / Aparell de Golgi, 8. Paret cel·lular, 9. Peroxisoma, 10. Membrana plasmàtica, 11. Mitocondri, 12. Vacúol central, 13. Cloroplast, 14. Plasmodesmos, 15. Reticle endoplasmàtic llis, 16. Citoesquelet, 17. Vesícula, 18. Ribosomes.

Les característiques distintives de les cèl·lules de les plantes són:
- Un vacúol central gran (delimitat per una membrana, el tonoplast), que manté la forma de la cèl·lula i controla el moviment de molècules entre citosol i saba.
- Una paret cel·lular composta de cel·lulosa i proteïnes, i en molts casos, lignina, que és dipositada pel protoplast en l'exterior de la membrana cel·lular. Això contrasta amb les parets cel·lulars dels fongs, que estan fetes de quitina, i la dels procariotes, que estan fetes de peptidoglicà.
- Els plasmodesmes, porus d'enllaç en la paret cel·lular que permeten que les cèl·lules de les plantes es comuniquin amb les cèl·lules adjacents. Això és diferent a la xarxa d'hifes usada pels fongs.
- Els plastidis, especialment cloroplasts, que contenen clorofil·la, el pigment que dona a les plantes el seu color verd i que permet que duguin a terme la fotosíntesi.
- Els grups de plantes sense flagels (incloses coníferes i plantes amb flor) també manquen dels centríols que estan presents en les cèl·lules animals. Aquests també es poden trobar en els animals de tots els tipus és a dir en un mamífer en una au o en un rèptil.

### Cèl·lules dels fongs
Les cèl·lules dels fongs, en la seva major part, són similars a les cèl·lules animals, amb les excepcions següents:
- Una paret cel·lular feta de quitina.
- Menor definició entre cèl·lules. Les cèl·lules dels fongs superiors tenen separacions poroses anomenats septes que permeten el pas de citoplasma, orgànuls, i de vegades, nuclis. Els fongs primitius no tenen aquestes divisions, i cada organisme és essencialment una supercèl·lula geganta. Aquests fongs es coneixen com a coenocítics.
- Solament els fongs més primitius, Chytridiomycota, tenen flagels.

## Reproducció
Les cèl·lules eucariotes es poden reproduir de tres maneres diferents: bipartició, gemmació o esporulació. En a bipartició, una cèl·lula es divideix en dues, i s'originen dues cèl·lules idèntiques. En la gemmació, apareix en la cèl·lula una protuberància que va creixent fins que s'ha format una altra cèl·lula. En l 'esporulació una cèl·lula divideix el seu nucli en petites rèpliques i després divideix el seu citoplasma formant noves cèl·lules.